# 許せない結婚
『許せない結婚』（ゆるせないけっこん）は、TBS系列の金曜ドラマ（毎週金曜日22:00 - 22:54）の枠で、1985年（昭和60年）1月11日から同年3月1日まで放送されていたテレビドラマ。全8話。

## 概要
兄の恵一はスタントマン、弟の英二はイベント用白鳩のリース会社に勤務。恵一は、ふみら女友達も多く、弟や女友達に甘えているような所があり、英二は女性的な感じで、会社の同僚の陽子に思いを寄せられている。そんな2人の兄弟愛を軸として、親への思いと女性への愛の間に生まれる関係などに注目し、血縁、そして結婚、家族とは何かということを問う、家庭再発見をテーマにしたドラマ。 
恵一は9年前に千賀子と離婚。恵一の一人息子の太郎は恵一の母の元に預け、弟の英二と一緒に暮らしていた。しかしその母が死去、母の四十九日法要の場で恵一と千賀子は6年ぶりに再会、太郎の養育について話し合い、どちらが引き取るかで揉める。そんな中、恵一はスタントで事故を起こしたのがきっかけで生き方に自信を失うようになる。

## キャスト
- 恵一：藤竜也
- 千賀子：小川知子
- ふみ（カメラマン）：桜田淳子
- 英二：三田村邦彦
- 太郎（恵一の息子）：嶋英二
- 陽子：森下愛子
- 田宮善三：高品格
- 典子：山本奈津子
- ：高沢順子
- ：嶋大輔
- 太田：小林勝也
- 武：斎藤晴彦
- 三香代：田中澄子 - 恵一のスタントチームのメンバー

## スタッフ
- 脚本：矢島正雄（全話担当）
- 演出：服部晴治、田代冬彦、吉田健
- 制作著作：TBS

オープニングテーマ
- 中島優貴「夢・美聖女」（作曲・編曲：中島優貴、レーベル：キングレコード）

挿入歌
- 八神純子「チーター (CHEATER)」（作詞・作曲：八神純子、編曲：矢島賢、レーベル：アルファ・ムーン）

## サブタイトル
| 話数 | 放送日        | サブタイトル | 演出     |
| ---- | ------------- | ------------ | -------- |
| 1    | 1985年1月11日 | 事故         | 服部晴治 |
| 2    | 1985年1月18日 | 提案         | 服部晴治 |
| 3    | 1985年1月25日 | 目撃         | 田代冬彦 |
| 4    | 1985年2月1日  | 関係         | 田代冬彦 |
| 5    | 1985年2月8日  | 告白         | 吉田健   |
| 6    | 1985年2月15日 | 対決         | 吉田健   |
| 7    | 1985年2月22日 | 妊娠         | 田代冬彦 |
| 8    | 1985年3月1日  | 家族         | 田代冬彦 |